# José Kléberson
José Kleberson, José Kléberson Pereira, född 19 juni 1979 brasiliansk fotbollsspelare som för närvarande spelar för den amerikanska fotbollsklubben Fort Lauderdale Strikers. Kleberson debuterade i det brasilianska landslaget 2002 och har bland annat deltagit i VM 2002.

## Meriter
- VM: Guld (2002)